# Copito de Nieve
Copito de Nieve (Río Muni, Guinea Española, 1964-Zoológico de Barcelona, 24 de noviembre de 2003) ha sido hasta la fecha el único gorila albino del mundo del que se tenga noticia, aunque no el único primate. Era de la especie gorila occidental (Gorilla gorilla). 
Los cazadores de origen étnico fang que lo encontraron en la selva de Nko, lo llamaron Nfumu ngui (gorila blanco). Estos cazadores se lo vendieron al profesor Jordi Sabater Pi, entonces conservador del Centro de Experimentación Zoológica de Ikunde del Ayuntamiento de Barcelona como dependencia del zoológico de Barcelona, por unas 15 000 pesetas. El profesor lo trasladó desde su Río Muni natal hasta Barcelona en 1966. Protagonizó la portada de la revista National Geographic en 1967, lo que le dio fama mundial, convirtiéndose en un símbolo del zoológico de Barcelona y de la propia ciudad.

## Historia

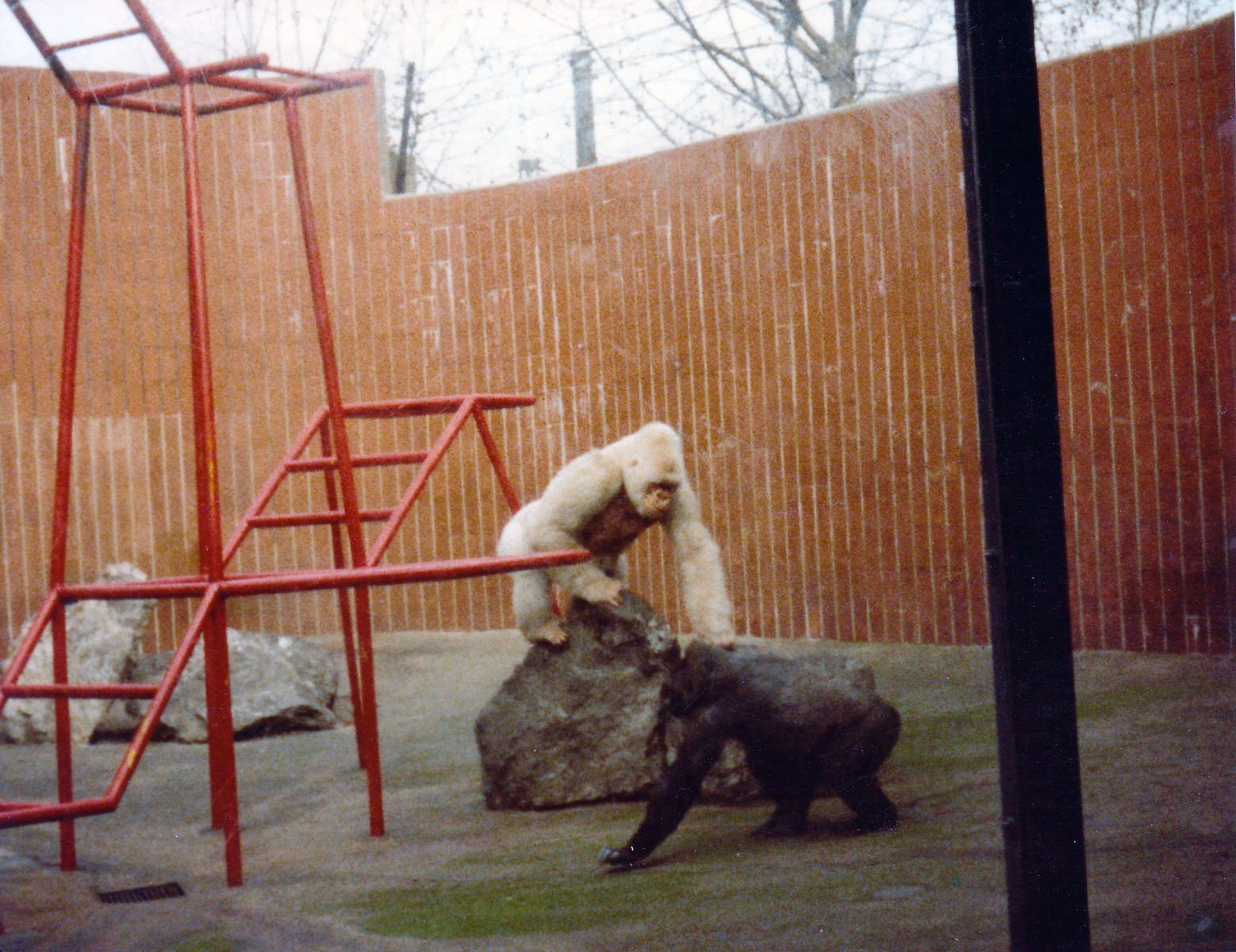
Copito de Nieve en 1981.

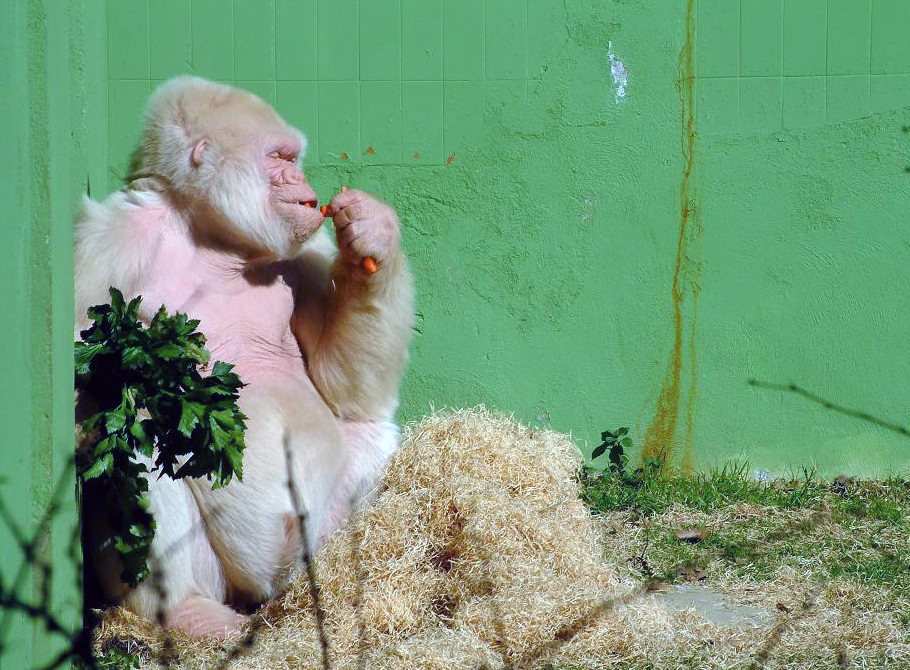
Copito de Nieve descansando en su recinto, febrero de 2003.

Copito de Nieve fue capturado en la región de Río Muni (entonces era la provincia de Guinea Española, hoy Guinea Ecuatorial) el 1 de octubre de 1966 por el agricultor de la etnia fang Benito Mañé. Mañé había matado al resto del grupo de gorilas de Copito de Nieve (que eran de color normal). Mañé mantuvo a Copito de Nieve en su casa durante cuatro días antes de transportarlo a Bata, donde fue comprado por el primatólogo Jordi Sabater Pi.
Tuvo 22 hijos, de los que sobreviven 3 (un macho y dos hembras), 11 nietos (4 machos y 7 hembras) y 3 bisnietos (1 macho y 2 hembras). Ninguno de ellos fue albino. Empezó a tener problemas de salud en la piel, favorecidos por su carácter albino, desde 1996. Se le detectó un cáncer de piel en 2001 que hizo metástasis en septiembre de 2003 y los veterinarios le dieron 3 meses de vida. Murió por eutanasia el 24 de noviembre de 2003 para evitarle una prolongada agonía. Se estima que tenía unos 39 años cuando falleció. Fue enterrado, aunque se conservaron algunos de sus restos.
Millones de cartas han llegado al zoológico de Barcelona pidiendo la clonación de Copito de Nieve, convirtiéndolo en uno de los animales más solicitados para clonación. Esto sería posible ya que el zoológico guarda varias muestras de ADN.

## En la cultura popular

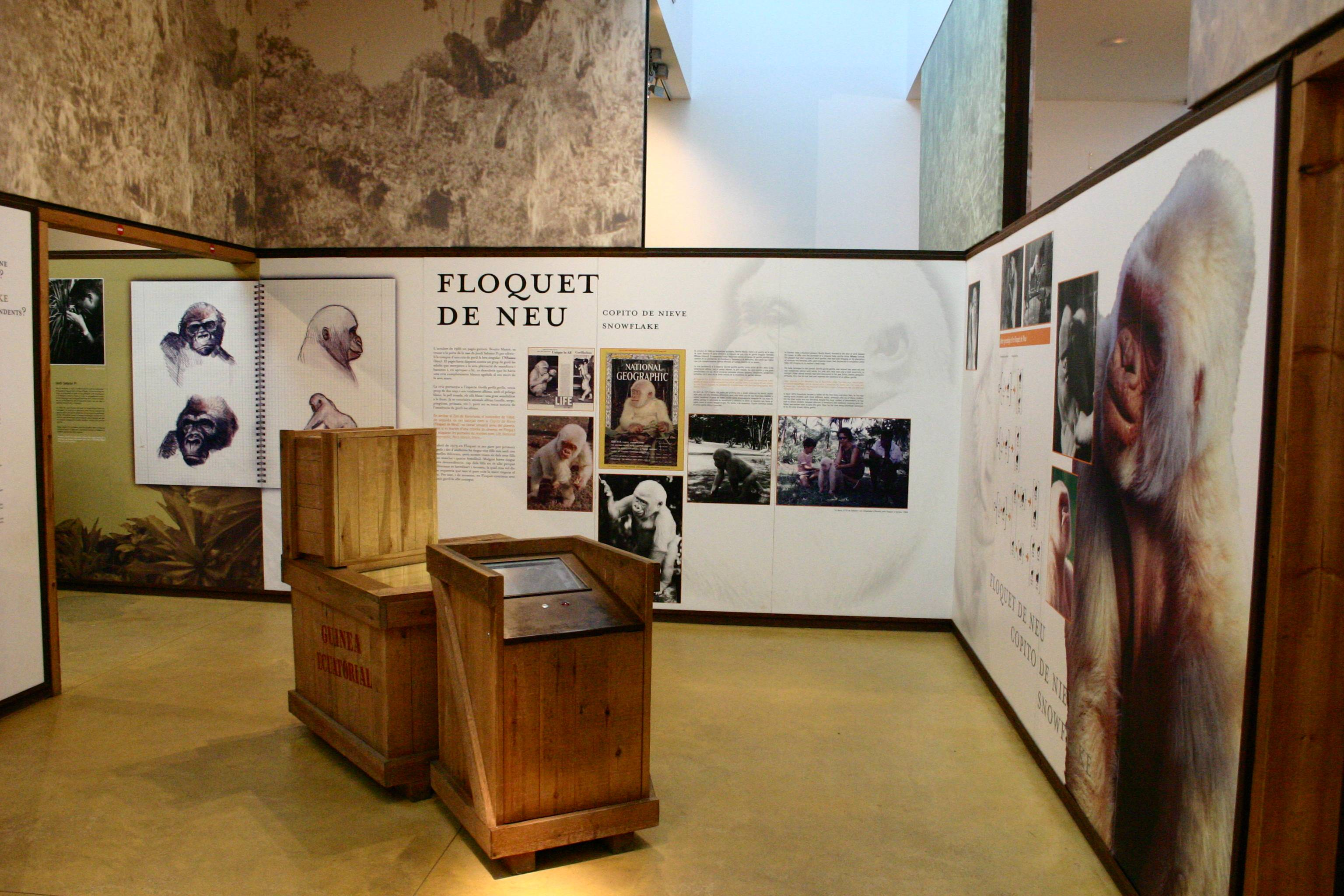
Zoo de Barcelona. En esta caja se encuentra el ADN de Copito de Nieve.

El 23 de diciembre de 2011 se estrenó la película Copito de Nieve, basada en la historia de este gorila, en ella, la voz del gorila fue interpretada por Kai Stroink. El largometraje fue dirigido por Andrés G. Schaer, con guion de Albert Val y Amèlia Mora, está protagonizada por Pere Ponce, Elsa Pataky, Claudia Abate Ortiz y Joan Sullà. En el doblaje fue; en español argentino fue Lorena Muñoz y en inglés estadounidense fue Ariana Grande.
En la película El Planeta De Los Simios: La Guerra se encuentra un gorila albino llamado "Winter", una clara referencia a Copito de Nieve.